# José Victoriano Cabral
José Victoriano Cabral (Buenos Aires, 23 de marzo de 1822 - ibidem, 9 de enero de 1915), fue un destacado escribano y escritor argentino con destacada actuación en la segunda mitad del siglo xix.

## Biografía
José Victoriano Cabral nació el 23 de marzo de 1822 en la ciudad de Buenos Aires. Tanto su abuelo, José Luis Cabral Hernández, como su padre José Severo Cabral Gutiérrez actuaron como notarios de la Real Audiencia y Alcalde de Buenos Aires el primero, y el Cabildo de esta misma ciudad, el segundo. Durante 12 años realizó prácticas profesionales, logrando a sus 29 años rendir examen ante el Tribunal Superior de Justicia, quedando en 1852 a cargo del Registro número uno, que había estado a cargo de un hermano suyo de nombre Mariano. Se casó con su sobrina Julia Valentina Munilla; la pareja tuvo 10 hijos.
Ejerció su trabajo notarial durante 50 años, abarcando un periodo crucial de la historia de Argentina, desde el registro más importante del país. A lo largo de su vida, fue vecino de grandes personalidades, como el general Julio Argentino Roca y del general Bartolomé Mitre, así como tuvo amistad con Monseñor de Andrea, a Jorge Luis Mitre y otras personalidades. Tuvo como clientes a destacados miembros de la política y sociedad porteña, como Bernardo de Irigoyen, Carlos Tejedor, Luis Saénz Peña, Patricio Peralta Ramos, los Anchorena. Fue fundador y primer presidente del Colegio de Escribanos en 1866, entonces de la Provincia de Buenos Aires, luego de la Capital Federal.
También ejerció como escritor desde la edad de 53 años, actividad que desarrollo en paralelo a lo largo de 23 años, en los que publicó cuatro libros, entre ellos del género de novela y ensayo.
Fue enterrado en un panteón familiar comprado por él en el cementerio de la Recoleta.

## Obras literarias
- Exposición razonada sobre los principales pueblos y ciudades de Europa visitados por José Victoriano Cabral (1878).
- Lina Montalván o El terremoto que destruyó El Callao y la ciudad de Lima en 1746 (1880).
- Libro publicado por José Victoriano Cabral.Amelia Floriani o El Castillo del Diablo, en dos tomos (1887) .
- La campana de San Telmo y la conspiración de 1839 contra el dictador Rosas (1900).